# Persea fruticosa
Persea fruticosa là loài thực vật có hoa trong họ Nguyệt quế. Loài này được (Kurz) Kosterm. miêu tả khoa học đầu tiên năm 1962.